# Canton du Touvet
Le canton du Touvet est une ancienne division administrative française située dans le département de l'Isère et la région Auvergne-Rhône-Alpes.

## Géographie
Ce canton était organisé autour du Touvet dans l'arrondissement de Grenoble. Son altitude variait de 219 m (Crolles) à 2 060 m (Saint-Hilaire) pour une altitude moyenne de 406 m.

## Représentation

### Conseillers d'arrondissement (de 1833 à 1940)
| Période                                  | Période      | Identité                 | Étiquette    | Qualité |
| ---------------------------------------- | ------------ | ------------------------ | ------------ | --- |
| 1833                                     | 1842         | M. Ducruy-Derny          |              | Propriétaire, conseiller municipal de Grenoble                                                              |
| 1842                                     | 1848         | Alexandre Louis Chevrier |              | Notaire au Touvet                                                                                           |
|                                          |              |                          |              | |
| av.1895                                  |              | Émile Claude Plaussu     |              | Docteur en médecine, maire du Touvet                                                                        |
|                                          |              |                          |              | |
|                                          | 1922         | M. Martin                |              | |
| 1922                                     | 1927 (décès) | M. Poncet                | Rad.         | Colonel |
| 1927                                     | 1937         | François Truchon         | Républicain  | Maire de Chapareillan                                                                                       |
| 1937                                     | 1940         | M. Sillon                | Rad.national | Maire du Touvet                                                                                             |
| 1940                                     |              |                          |              | Les conseils d'arrondissement ont été suspendus par la loi du 12 octobre 1940 et n'ont jamais été réactivés |
| Les données manquantes sont à compléter. |              |                          |              | |

### Conseillers généraux de 1833 à 2015
| Période | Période          | Identité                           | Étiquette                          | Qualité                                                                                        |
| ------- | ---------------- | ---------------------------------- | ---------------------------------- | ---------------------------------------------------------------------------------------------- |
| 1833    | 1845 (démission) | Georges Bravet                     |                                    | Médecin, maire de Barraux                                                                      |
| 1845    | 1874             | Jules François Sestier (1813-1908) |                                    | Procureur puis Conseiller à la Cour Impériale de Grenoble                                      |
| 1874    | 1882 (décès)     | Ambroise Bravet                    | Centre gauche                      | Propriétaire-agriculteur Maire de Chapareillan Député (1876-1882)                              |
| 1883    | 1899 (décès)     | Joseph Ricci                       | Républicain                        | Médecin, maire de La Terrasse                                                                  |
| 1899    | 1908 (décès)     | Joseph-Alfred Bouzoud              | Rad.                               | Ancien juge de paix à Vif                                                                      |
| 1908    | 1910             | Emile Baccard                      | Républicain Ind.                   | Président du Syndicat agricole du Grésivaudan                                                  |
| 1910    | 1928             | Joseph Just Laurent                | Rad.                               | Notaire, maire de Crolles                                                                      |
| 1928    | 1934             | Camille Didier                     | SFIO puis Soc.ind.                 | Maire de Saint-Bernard puis de Crolles                                                         |
| 1934    | 1940             | Emile Gonnon                       | Rad.                               | Avocat au barreau de Grenoble Maire de Barraux Nommé conseiller départemental en 1943          |
|         |                  |                                    |                                    |                                                                                                |
| 1945    | 1982             | Aimé Paquet                        | PPUS puis CNIP puis RI puis UDF-PR | Agriculteur Député (1951-1973) Maire de Saint-Vincent-de-Mercuze Secrétaire d'État (1973-1974) |
| 1982    | 1988             | François Vandeventer (1939-2019)   | UDF-PR                             | Gérant de société Maire du Touvet (1971-1995) Vice-président du conseil général (1985-1988)    |
| 1988    | 1994             | Pierre Gascon (1921-2019)          | UDF-PR                             | Ancien résistant, ancien déporté Premier adjoint au maire de Grenoble                          |
| 1994    | 2015             | Georges Bescher                    | PS                                 | Ingénieur informaticien, maire de La Terrasse (1995-2008) Vice-président du Conseil général    |

## Composition
Le canton du Touvet groupait quatorze communes et comptait 23 291 habitants (recensement de 1999 sans doubles comptes).
| Nom                      | Code Insee | Intercommunalité          | Superficie (km2) | Population (dernière pop. légale) | Densité (hab./km2) |
| ------------------------ | ---------- | ------------------------- | ---------------- | --------------------------------- | ------------------ |
| Le Touvet (chef-lieu)    | 38511      | CC Le Grésivaudan         | 11,56            | 3 146 (2014)                      | 272                |
| Barraux                  | 38027      | CC Le Grésivaudan         | 11,13            | 1 883 (2014)                      | 169                |
| La Buissière             | 38062      | CC Le Grésivaudan         | 7,71             | 672 (2014)                        | 87                 |
| Chapareillan             | 38075      | CC Le Grésivaudan         | 30,28            | 2 931 (2014)                      | 97                 |
| Crolles                  | 38140      | CC Le Grésivaudan         | 14,21            | 8 371 (2014)                      | 589                |
| La Flachère              | 38166      | CC Le Grésivaudan         | 2,85             | 470 (2014)                        | 165                |
| Lumbin                   | 38214      | CC Le Grésivaudan         | 6,77             | 2 135 (2014)                      | 315                |
| Saint-Bernard            | 38367      | CC du Pays du Grésivaudan | 21,59            | 627 (2014)                        | 29                 |
| Saint-Hilaire            | 38395      | CC Le Grésivaudan         | 8,61             | 1 330 (2014)                      | 154                |
| Sainte-Marie-d'Alloix    | 38417      | CC Le Grésivaudan         | 3,04             | 484 (2014)                        | 159                |
| Sainte-Marie-du-Mont     | 38418      | CC Le Grésivaudan         | 23,87            | 237 (2014)                        | 9,9                |
| Saint-Pancrasse          | 38435      | CC du Pays du Grésivaudan | 6,71             | 422 (2014)                        | 63                 |
| Saint-Vincent-de-Mercuze | 38466      | CC Le Grésivaudan         | 7,85             | 1 462 (2014)                      | 186                |
| La Terrasse              | 38503      | CC Le Grésivaudan         | 9,47             | 2 515 (2014)                      | 266                |

## Démographie
| 1962  | 1968  | 1975   | 1982   | 1990   | 1999   | 2006   | 2011   | 2012   |
| ----- | ----- | ------ | ------ | ------ | ------ | ------ | ------ | ------ |
| 8 808 | 8 701 | 10 034 | 13 149 | 17 893 | 23 291 | 25 657 | 26 325 | 26 350 |